# Chris Sawyer’s Locomotion
A Chris Sawyer's Locomotion egy PC játék a független játéktervezőtől, Chris Sawyertől.  Az ő szavaival, ez "a szellemi utódja" a Transport Tycoonnak.

## Jellemzése
A játékban használnunk kell vasutat, villamost, kamionokat, buszokat, repülőgépeket és hajókat hogy pénzhez jusson a szállítmányozási cégünk 1900 és 2100 között. 40 előre elkészített pályát és egy pályaszerkesztőt is tartalmaz, de akár többjátékos módban is játszhatunk más emberekkel. A játék 2D-s izometrikus motort használ, úgy mint Chris Sawyer többi játéka is, például a RollerCoaster Tycoon, ami a Transport Tycoon motorját használja.
A játék 2004. szeptember 7-én jelent meg az Amerikai Egyesült Államokban, majd egy pár nappal később a világ többi részén is.
A játék értékelései nem voltak túl jók, ugyanis a felhasználói felület és a mesterséges intelligencia nem volt olyan kiforrott mint az eredeti Transport Tycoon-ban. Habár a mesterséges intelligencia algoritmusa ki lett bővítve a Transport Tycoon Deluxe óta, vagyis már kétirányú útvonalakat építettek és elkerülték a hurkokat. A rivális cégek agresszivitása a játékos ellen csökkentve lett, de nem lett teljesen kikapcsolva. Továbbá, a ellenséges vállalatokat nem lehet megvásárolni.

## Cheatek
A játék tartalmaz egy rejtett módot hogy irányítsuk a vonatainkat, amit úgy lehet bekapcsolni, hogy megállítjuk a mozdonyt, nyomva tartjuk az "insert" billentyűt és beírjuk a "driver" szót. Ezután kiválasztjuk a manuális opciót a start/stop választónál. Egy másik ilyen funkció ha nyomva tartjuk az "insert" billentyűt és beírjuk hogy "shunt", akkor a vonat tolatni kezd manuális irányítással.  .

## Az új funkciók összehasonlítva a Transport Tycoonnal

Egyszerűbb út- és állomásépítésA játékosok építhetnek megállókat anélkül, hogy előtte törölni kellene a helyét, de a játékos nem építhet megállót a csomópontokon. A rakodóállomások csak az út végére építhetők, viszont nem kell előtte lerombolni az utat, mivel a megállónak az úton kell lennie. Ugyanez az elv érvényesül, mikor utasoknak építünk megállót. Akár azt is meg lehet csinálni, hogy több állomást egymás mellé építve azok összeolvadnak, így nagyobb rakodóteret biztosítanak.
Alagutak a földalatti állomásokhozEz a funkció hihetetlenül hasznos tud lenni, ugyanis így nem kell lerombolni a város egy részét, vagy fákat kidönteni a szállítási útvonalak kiépítéséhez, illetve nem zavar más játékos az építkezésben. Egyetlen hátránya, hogy nagyon költséges az ilyen alagutakat megépíteni, ezért ajánlott a játék elején kiépíteni őket, amikor még olcsóbb a banki kölcsön. Elég nehéz lehet építkezni így, ha egy nagyváros alatt haladunk épp el, ugyanis egy rossz kattintás és a felette lévő épület törlődik.: Ahhoz, hogy alagutat építsünk, szükség van először a talaj elegyenesítésére, illetve az alagút kezdeténél a talajszintnek két egységgel magasabbnak kell lennie. Ahhoz hogy alagutakat építhessünk, földalatti nézetben kell hogy legyünk. Amennyiben az építési folyamat megszakad, akkor az később úgy folytatható, hogy földalatti nézetben a be nem fejezett útvonal végére kattintunk jobb gombbal. Néha, ahogy a városok fejlődnek, előfordulhat, hogy saját alagutakat kezdenek kiépíteni az saját igényeiknek megfelelően.
VillamosokA játékos bármikor úgy dönthet, hogy villamossínekkel szeretné kiépíteni az egész várost. A villamossínek az úttesten helyezkednek el, akárcsak a való életben. Ahogy a többi jármű a játékban, a villamosok is folyamatosan fejlődnek, így gyorsabban növekedhet a népszerűségünk egy városban. A villamosmegállók ugyanakkorák, mint a buszmegállók, a két járműtípus közösen is használhatja őket. Villamosépítéskor a nyomvonalnak nem szükséges úttestre kerülnie, akár városokat is összeköthetünk villamossal.
Nagyobb vasútállomásokA vasútállomás maximális hossza immár 16 egység. Ez nagyon hasznos, mert így növekedik a rakodófelület. Mivel az állomások hosszabbak, így már hosszabb vonatokat is létrehozhatunk. Amennyiben két, egymáshoz közeli vágányra építünk állomási platformot, azok közös állomásként üzemelnek.
Könnyebb reptér építésRepülőteret is sokkal könnyebb építeni dombos területre, amennyiben nincs az útban sín vagy út. A talajigazítás költsége hozzáadódik a végösszeghez, de vigyázni kell, ugyanis a fák kidöntése csökkentheti a népszerűségünket.
Lejtő jelzőkA játékban végig, amikor építkezünk megjelennek speciális jelzők, amelyek az adott egység magasságát mutatják. Ez abban segít, hogy el tudjunk igazodni egy-egy dombos város kiépítésénél, vagy a hegyek közt.
Helyi útvonalakHa a játékos csak egy egyszerű vonalat épít ki, akkor nem kell megadni a vonatnak az induló és célállomást, csak akkor, ha esetleg egyéni rakodási szabályokat akar létrehozni. Ugyanez vonatkozik a villamosokra is. Viszont bonyolultabb helyzetekben szükség lehet arra, hogy megadjuk a pontos útvonalat a járműnek, illetve hogy melyik megállóban álljon meg és melyikben ne.
Kihívás módA Transport Tycoonnal ellentétben, ahol a cél a minél jobb helyezés volt, a Locomotionban már összetett küldetésekkel is találkozhatunk. Ez ösztönzi a játékost, hogy használja ki az összes szállítási lehetőségét, ne csak üljön és várja a bevételt. A küldetésekben megadott időre kell különböző feladatokat teljesítenünk. A pályaszerkesztővel a játékosok személyre szabhatják a különböző kihívásokat, vagy készíthetnek maguknak egyet. A játékosok  még azt is beállíthatják, hogy milyen járműveket lehessen igénybe venni a feladat megoldásához.
Előre beállított arcokEgy nagy lista váltotta fel a TT Deluxe arcgenerátorát. A kiválasztott arc ezek után érzelmeket is tükröz majd. Ha a vállalatunk jól teljesít, akkor örül, mosolyog, ha minden rendben, akkor közömbös, míg dühös arcot vág, ha a cégünk nem áll túl jól. Így a felhasználó egy pillantásból meg tudja ítélni a cég helyzetét, miközben ő építgeti a további szállítási útvonalakat.
Új iparágakSzámos új iparág jelent meg a játékban, úgy mint a sípályák, sörfőzdék, borászatok, vegyi üzemek. Az élőállat farmok és a búzafarmok ezek után külön iparágba tartoznak. Az élelemszállítás is könnyebb lett, ugyanis a legtöbb kisváros elfogad élelmet is.
Metropolisz VárosokA városok immár elérhetik a metropolisz szintet, így több utast tudunk szállítani az adott városból.
JárműkarbantartásA Locomotionban már nem kell a járműkarbantartással foglalkoznunk. Ennek az az előnye, hogy megspóroljuk a karbantartási és a plusz építési költséget. Habár, így a járművek megbízhatósága jelentősen lecsökken. 3-4 évente új járműveket kell vásárolnunk és a lerobbanás is gyakoribb. A rossz műszaki állapotú járművek üzemeltetése cégünk népszerűségvesztésével is jár.
A járműveket már könnyebb kicserélni. Elég megállítani és kidobni a 'kukába'. Így megmarad a beállított útvonal, nekünk csak egy új járművet kell vásárolnunk. Járművet viszont nem tudunk eladni, míg az hibás.
Rugalmasabb színkezelésA játékosok teljesen személyre szabhatják járműveiket az egyedi színezéssel.
Új zenebeállításokA Locomotionban az adott kort a háttérzene jellemzi, ami folyamatosan változik, ahogy haladunk előre az időben. A zenéket Scott Joplin írta.
Mesterséges intelligenciaAmikor az MI építkezik általában kapunk róla egy üzenetet, hogy ne zavarjuk meg, ugyanis így próbálták megoldani, hogy ne tudjuk összezavarni az ellenség építkezését, mint ahogy az a Transport Tycoonra is jellemző volt.

## Küldetések
A küldetéseknek 5 nehézségi szintje van: Kezdő, Könnyű, Normál, Nehéz, Profi.
Minden küldetésben más és más a cél, például elérni egy megadott helyezést a ranglistán, vagy elszállítani bizonyos mennyiségű árut.
A legtöbb küldetés valós helyszínen játszódik, de mivel a maximális térképméret 386x386, ezért nem túl részletesek a térképek.

### Hivatalos oldalak
- Hivatalos Locomotion weboldal
- Chris Sawyer (designer and developer)

### Nem hivatalos oldalak
- Transport Tycoon Fórum, Locomotion téma